# Instituto de Desarrollo Urbano
El Instituto de Desarrollo Urbano (IDU) es un establecimiento público creado por la Alcaldía de Bogotá destinado a desarrollar las obras viales de la ciudad junto con el espacio público y las obras de infraestructura vial de gran envergadura como puentes vehiculares, peatonales, intercambiadores viales, las troncales del sistema TransMilenio y obras complementarias del Metro de Bogotá. No solo se encarga de la construcción, sino que también se encarga del mantenimiento y rehabilitación del inmobiliario de la ciudad. El Instituto cuenta con personería jurídica, autonomía administrativa y un patrimonio propio.

## Historia
En 1972 el Concejo de Bogotá tenía planeado crear a partir del Departamento de Valorización de la época, el Instituto de Desarrollo Urbano para poder impulsar un plan de obras para la ciudad, sin embargo, el plazo para aprobar el proyecto se venció y por lo tanto el alcalde de Bogotá tomó la decisión de crear la entidad por decreto, es así como el 1 de marzo de 1972 el alcalde Carlos Albán Holguín creó el Instituto. En agosto del mismo año la administración distrital volvió a presentar al Concejo de Bogotá el proyecto para establecer la organización y funcionamiento del Instituto. En esa ocasión el Concejo aprobó la propuesta y le otorgó el título de organismo autónomo cuyos recursos pasaron a ser propios y se independizó de la Secretaría de Obras Públicas.
El Instituto de Desarrollo Urbano tomó como su responsabilidad el diseño y la construcción de la infraestructura vial de la ciudad, en sus tareas estaba la pavimentación y ampliación de las vías y puentes. También fue el encargado de construir los parqueaderos y plazoletas. También se encargó de la construcción de algunos edificios de salud, recreación, cultura, educación y transporte. Se ocupó también de la adquisición, venta y administración de los predios necesarios para poder desarrollar las obras. Cobró también las contribuciones a los usuarios de valorización. Luego se le asignaron tareas adicionales hasta que llegó a ser la única entidad pública encargada de desarrollar la infraestructura de servicios públicos y planes viales.
En 1997 se le adicionó a las tareas de la entidad el mantenimiento de las obras, monumentos y el espacio público de la capital con el propósito de mejorar la movilidad y el inmobiliario de la ciudad.